# Timofej Skrjabin
Timofej Skrjabin (in russo Тимофей Скрябин?; Bălți, 14 novembre 1967) è un ex pugile moldavo, fino al 1991 sovietico.

## Palmarès

### Olimpiadi
- 1 medaglia:
  - 1 bronzo (Seul 1988 nei pesi mosca)

### Europei dilettanti
- 1 medaglia:
  - 1 argento (Atene 1989 nei pesi gallo)